# Fanes de Halicarnasso

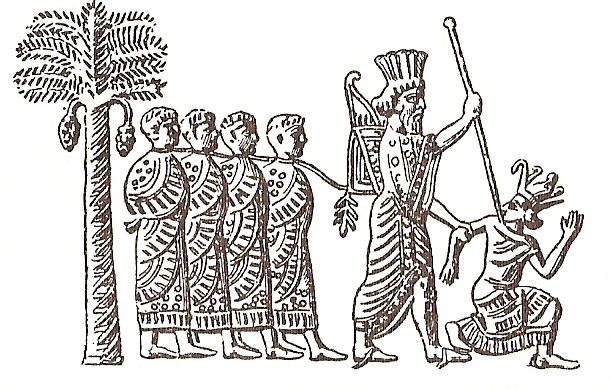
Cambises II, vitorioso, na captura de Psamético III do Egito; imagem extraída a partir de um selo persa, que data do século VI a.C.

Fanes de Halicarnasso (em grego:  Φάνης) era um sábio conselheiro, estrategista e também mercenário de Halicarnasso, que serviu o faraó Amásis II (570–526 a.C.) e posteriormente o xá Cambises II. A maior parte do que a história narra de Fanes provém de Heródoto em seu grande escrito histórico, As Histórias. De acordo com Heródoto, Fanes de Halicarnasso era "um homem engenhoso e um bravo lutador" servindo a Amásis II em questões de estado, sendo bem relacionado com as tropas do faraó egípcio. Fanes também foi muito respeitado dentro da comunidade militar e real do Egito.
De acordo com Heródoto, uma série de eventos (que ele omite ou não sabe ao certo) levou Fanes de Halicarnasso a se desentender com Amásis II. Fanes, descontente com o faraó, abandonou o Egito e embarcou numa viagem marítima com a intenção de falar com o imperador persa Cambises II. Quando tal notícia chegou a Amásis II, causou-lhe grande furor, levando-o a a enviar um eunuco de sua maior confiança para perseguir seguir Fanes, com a intenção de capturar ou assassiná-lo. Fanes originalmente escapou do assassino na Lídia, mas acabou sendo capturado na Lícia. Entretanto, no uso de sua sabedoria, conseguiu escapar deixando o eunuco e os guardas bêbados e fugindo para a Pérsia. Após sua chegada, se encontrou com Cambises II, que estava prestes a conquistar o Egito mas não tinha certeza de qual era o melhor caminho possível.
Conhecendo o exército Egípcio, Fanes de Halicarnasso sabiamente aconselhou o rei persa para enviar um mensageiro para os Reis da Arábia e pedir passagem segura para o Egito. Os Árabes cumpriram com prazer a tarefa de proteger Cambises II em sua viagem. Fanes, mais tarde, iria desempenhar um papel fundamental no avanço estratégico do rei persa, quando este derrotou o filho de Amásis, Psamético III, na Batalha de Pelúsio em 525 a.C.

## Pano de fundo

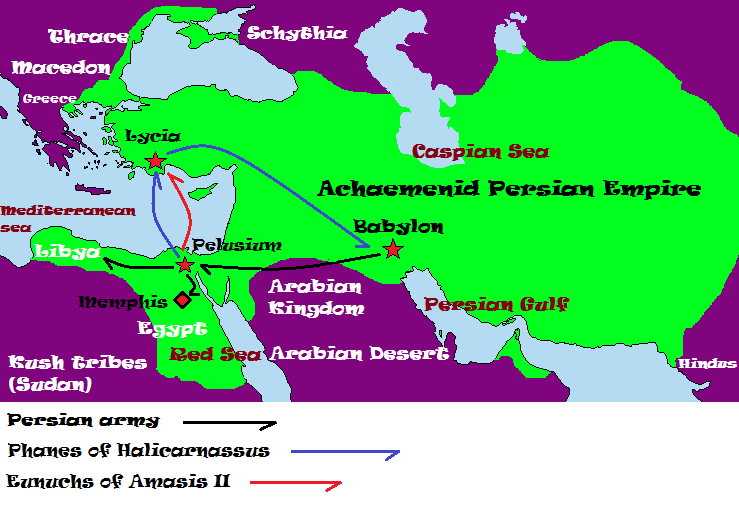
Itinerário de Fanes de Halicarnasso, e o itinerário das forças persa e Egípcia; Forças persas - linha preta, Eunuco Egípcio - linha vermelha, Viagem de Fanes de Halicarnasso - linha azul.

Para entender a importância de Fanes de Halicarnasso,tem-se que compreender as circunstâncias que levaram à Batalha de Pelúsio, e a importância de seu conselho, permitindo que Cambises II percorresse o caminho mais fácil para o Egito.
Após a derrota da Reino da Lídia, o Império Medo e o Império Neobabilônico por Ciro II, o Império Aquemênida tornara-se muito poderoso, estendendo-se a partir do Rio Indo, no oriente, até o Norte, no deserto da Arábia e a oeste ao Mar Vermelho, na porta de entrada do Egito. Ciro, o Grande, iria morrer no campo de batalha antes que ele pudesse incorporar o Egito ao império, portanto ficaria para seu filho, Cambises II, a tarefa de conquistar o trono do faraó.  O pano de fundo contra o qual Heródoto descreve os eventos que levaram à Batalha de Pelúsio exige que se entenda as tensões políticas da época.
Heródoto relata um possível motivo para o desejo de Cambises II de conquistar o Egito: Amásis II teria chego ao poder por meios sangrentos ao derrotar e assassinar seu antecessor, o faraó Apriés. Enquanto estava trono, Amásis foi solicitado por Ciro, o Grande, ou por Cambises II para que emprestasse seu melhor oftalmologista egípcio. Amásis II concordou, mas fê-lo à custa de obrigar o médico a deixar sua família e filhos para trás e forçar seu enviou para a Pérsia. Em uma tentativa de se vingar deste injusto exílio, o oftalmologista egípcio convenceu o rei Cambises II para fortalecer os seus laços com o Egito através do casamento com a filha de Amásis II. Cambises II acatou o conselho e pediu a Amásis II a mão de sua filha em casamento.
Incapaz de deixar sua filha favorita, e sem vontade de fazer um inimigo dos poderosos persas, Amásis realizou um truque durante o qual ele enviou a filha do ex-faraó Apriés (morto por meio da sangrenta revolta) para a Pérsia, como sua própria filha. Esta filha, Nitétis, que foi descrita por Heródoto como sendo "alta e bela", vestindo finas roupas egípcias, foi enviada para a Pérsia, sob o pretexto de que era a princesa do Egito. Ao chegar, Cambises II saudou a princesa como filha de Amásis, quando então ela expôs o plano doente de Amásis, de como ele enviara a única filha sobrevivente do homem que ele ajudara a assassinar a casar com o rei da Pérsia, sob o pretexto de possuir sangue real. Isso enfureceu Cambises II, que imediatamente partiu em direção ao Egito para punir Amásis por este insulto.

## História folclórica
Sem relação com Fanes, Heródoto também descreve algumas histórias falsas que ele ouviu sobre as razões da invasão do Egito. Heródoto, em particular, descreve uma história que ele explica como uma invenção "inacreditável" sobre a razão pela qual Cambises II atacou o Egito. De acordo com essa versão, após a chegada de Nitétis, Cassandana, esposa de Ciro, o Grande, e a mãe de Cambises II, teriam se sentido desconfortáveis sobre a altura de mulher Egípcia. Em certo ponto, uma das mulheres persas que visitaram Cassandana comenta como os filhos dela são belos e altos, incluindo Cambises II, até que Cassandana responde com desdém à chegada de Nitétis: "Embora eu tenha dado a ele filhos assim, Ciro me trata com desprezo e prefere a novidade chegada do Egito". Neste ponto Cambises, então com apenas dez anos, que escutava a conversa, interrompe em defesa da honra de Cassandana, dizendo: "É exatamente por isso que quando eu crescer vou virar o Egito de cabeça para baixo".

## Destino da família
De acordo com Heródoto, Fanes levou Cambises II ao Egito para enfrentar Amásis. Amásis, tendo morrido seis meses antes da chegada do exército persa, foi representado pelo seu herdeiro e filho Psamético III, que tinha agora preparado um exército de egípcios antecipando o exército persa que se aproximava. Desumano tanto na estratégia quanto na diplomacia, Psamético III levaria o exército egípcio à sua decadência e seu eventual cerco a Mênfis, seguido pela sua própria captura. Fanes com êxito ajuda a conduzir os exércitos persas como um conselheiro e mercenário e vê Amásis morrer de causas naturais, além de seu filho acorrentado. Isso não era para ser, no entanto, sem tragédias para Fanes.
Heródoto descreve que, desesperado e tendo em mente um ato violento para vingar a traição, Psamético III enganou os filhos de Fanes para vê-los. Ele então matou todos eles, drenando seu sangue, misturando-o com vinho,e bebendo juntamente com todos os membros do conselho, como um sinal do que está por vir para todos aqueles que o traem. Heródoto descreve como a falta de diplomacia e o temperamento violento de Psamético III acabaram lhe custando a vida no cativeiro persa, enquanto tentou novamente organizar uma revolta contra Cambises II, quando este então ordena sua execução. Na maioria dos casos, Fanes permaneceu fiel a Cambises II após a invasão do Egito, ajudando-o a chegar a uma trégua diplomática com os Líbios.

## Partes envolvidas com Fanes
Cambises II: Xá do Império Aquemênida. Captor e executor de Psamético III.
Amásis II: o Faraó do Egito, sucessor e assassino de Apriés.
Psamético III: Sucessor e filho de Amásis II; assassino dos filhos de Fanes.
Nitétis: filha de Apriés apresentada como a falsa princesa Egípcia.
Cassandana: Mãe de Cambises II e a rainha do imperador Ciro, o Grande.